# Pallavolo Impavida Ortona 2020-2021
Questa voce raccoglie le informazioni riguardanti la Pallavolo Impavida Ortona nelle competizioni ufficiali della stagione 2020-2021.

## Organigramma societario
Area direttiva
- Presidente: Tommaso Lanci
- Vicepresidente: Angelo Matricardi
- Direttore generale: Andrea Lanci
- Commercialista: Paola Bertini
- Team manager: Luca Di Pietro
- Direttore sportivo: Massimo D'Onofrio
- Segreteria generale: Chiara Iarlori
- Addetto arbitri: Gaetano Ciampoli, Angelo Paris

Area tecnica
- Allenatore: Nunzio Lanci
- Allenatore in seconda: Mariano Costa
- Assistente allenatore: Luca Di Pietro
- Scout man: Vincenzo Ottalagana
- Responsabile settore giovanile: Mariano Costa

Area comunicazione
- Ufficio stampa: Giovanni Ciavarelli
- Relazioni esterne: Massimo D'Onofrio

Area marketing
- Responsabile ufficio marketing: Mattia Matricardi
- Responsabile eventi: Samuele Lanci

Area sanitaria
- Medico: Rino Nicolai, Andrea Simoni
- Preparatore atletico: Mariano Costa
- Fisioterapista: Antonella Di Sciullo, Fabio Piantini

## Rosa
| N° | Nome               | Ruolo | Data di nascita  | Squadra |
| -- | ------------------ | ----- | ---------------- | ------- |
| 1  | Tommaso Fabi       | C     | 6 dicembre 1996  | Italia  |
| 2  | Michele Simoni     | C     | 26 maggio 1990   | Italia  |
| 3  | Giancarlo Pesare   | L     | 3 settembre 1995 | Italia  |
| 4  | Gianmarco Rovetto  | S     | 22 ottobre 2000  | Italia  |
| 7  | Matteo Pedron      | P     | 14 luglio 1992   | Italia  |
| 8  | Alessandro Toscani | L     | 18 luglio 1998   | Italia  |
| 9  | Antonio Del Fra    | P     | 3 aprile 1999    | Italia  |
| 10 | Diego Cantagalli   | O     | 13 febbraio 1999 | Italia  |
| 13 | Dmitrij Shavrak    | S     | 7 ottobre 1991   | Ucraina |
| 14 | Dario Carelli      | O     | 13 novembre 1989 | Italia  |
| 16 | Michele Marinelli  | S     | 15 aprile 1992   | Italia  |
| 17 | Felice Sette       | S     | 27 febbraio 1996 | Italia  |
| 18 | Michael Menicali   | C     | 8 marzo 1990     | Italia  |